# Трон Надери
Трон Надери (на персийски: تخت نادری, Тахт-е Надери) се изработва в началото на 19 век по нареждане на Фатх Али Шах, вторият от персийската династия Каджар. Тронът е от дърво, покрит е със злато и инкрустиран със скъпоценни камъни. Висок е 225 cm, състои се от 12 отделни части, разглобяем е и преносим. Използван е от каджарските царе по време на пътуване и военни походи. За последен път е използван при коронацията на последния ирански шах, Мохамед Реза Пахлави.
Названието на трона произлиза от думата надер, която на персийски означава „рядък“ или „уникален“. Днес тронът се съхранява в Централната банка на Иран, заедно с другите национални съкровища на Иран.

## Описание
Тронът Надери има формата на стол с подлакътници за ръце. Направен е от дърво, покрито със злато. Височината на трона е 225 cm, отпред има стъпало за крака. Замислен е като преносим и се състои от 12 отделни части. Девет от тях са изцяло покрити със скъпоценни камъни. Общият брой на инкрустираните камъни е 26733. Сред тях се открояват четири едри шпинела, най-големият от които е 65 карата и четири големи смарагда, най-големият от които е приблизително 225 карата. Най-едрият рубин е 35 карата. Върху облегалката на трона са изобразени паунова опашка, патици, дракони, листа и клонки. На предния панел на подножието е изобразен лъв.

## История
Историята на трона не е добре известна. Названието му – Надери – насочва към основателя на афшаридската династия, Надер Шах, който донася от своя военен поход в Индия големи количества скъпоценности, сред които са и много тронове. Днес обаче няма следа от нито един от тях и според историците те са били унищожени след смъртта на Надер Шах през 1747 година. Предполага се, че названието на трона няма връзка с Надер Шах, а произлиза от думата надер, която на персийски означава „рядък“ или „уникален“.
За трон, подобен на трона Надери, разказват пътешествениците, посетили двореца на Фатх Али Шах, вторият каджарски владетел на Персия. Изображението на трона присъства в много рисунки и произведения на изкуство от тази епоха. На страниците на трона има изписани стихове, посветени на Фатх Али Шах.
Според приетата версия за появата на трона Надери, Фатх Али Шах заповядва неговото построяване за своите пътувания. Изработват го иранските майстори, а за да бъде лесно преносим, правят го разглобяем на 12 части. Избраната форма на стол е използвана още в древността от персийските царе от династия Ахеменидите, а по-късно – от династията Сефевиди. Каджарските царе използват трона Надери само за своите походи и пътешествия, през останалото време той се пази в тяхната съкровищница.
За последен път тронът е използван от Мохамед Реза Пахлави, вторият и последният шах на династия Пахлави, за неговата коронация в двореца Голестан през 1967 година.
Тронът известно време се съхранява в двореца Голестан, след което се пренася в трезора на Централната банка на Иран, където се пазят всички национални съкровища на Иран.